# Szolnoki MÁV FC
Szolnoki MÁV FC este un club de fotbal din Szolnok, Ungaria. Echipa susține meciurile de acasă pe Stadionul Tiszaligeti cu o capacitate de 10.000 de locuri.

## Lotul sezonului 2010/2011
| Nr. |          | Poziție | Jucător           |
| --- | -------- | ------- | ----------------- |
| 2   | Ungaria  | F       | Zoltán Molnár     |
| 3   | Ungaria  | F       | Mihály Ulvicki    |
| 4   | Brazilia | A       | Alex De Paula     |
| 5   | Ungaria  | M       | Botond Szalai     |
| 6   | Ungaria  | A       | Nándor Benedek    |
| 7   | Ungaria  | M       | Krisztián Mile    |
| 8   | Ungaria  | M       | Béla Lengyel      |
| 9   | Ungaria  | A       | Tamás Csehi       |
| 10  | Ungaria  | M       | László Kotula     |
| 11  | Ungaria  | M       | Tamás Hevesi-Tóth |
| 13  | Ungaria  | M       | Patrik Blaskovits |

| Nr. |         | Poziție | Jucător            |
| --- | ------- | ------- | ------------------ |
| 14  | România | F       | Claudio Cornaci    |
| 15  | Ungaria | F       | Pál Balogh         |
| 16  | Ungaria | F       | Viktor Urbán-Szabó |
| 17  | Ungaria | F       | Gábor Antal        |
| 20  | Ungaria | M       | Zoltán Burány      |
| 23  | Ungaria | P       | István Kövesfalvi  |
| 27  | Ungaria | F       | Zoltán Pető        |
| 29  | Ungaria | A       | Gábor Koós         |
| 33  | Ungaria | F       | Gyula Hegedűs      |
| 70  | Ungaria | P       | Péter Rézsó        |